# Питонов узел
Пито́нов у́зел (англ. Strangle Knot) — связывающий узел для постоянного крепления. Состоит из шлага, проходящего поверх полуузла. Отличается от констриктора тем, что концы троса выходят с внешних сторон узла, а не из середины. Питонов узел, по сути, представляет собой двойной простой узел, в чём можно убедиться, если снять его с опоры. Также может быть использован в качестве временной марки на конце троса. В грейпвайне (двойном рыбацком узле) 2 троса связывают друг с другом симметричными питоновыми узлами. По своей структуре питонов узел — это связывающий узел, но не штык, однако в соответствии с морской традицией его относят к категории штыков как одно из четырёх исключений из обобщённого понятия «узел».